# Gomphurus vastus
Gomphurus vastus är en trollsländeart som först beskrevs av Walsh 1862.  Gomphurus vastus ingår i släktet Gomphurus och familjen flodtrollsländor. Inga underarter finns listade i Catalogue of Life.